# Danh sách Thủ tướng Séc
Dưới đây là danh sách những người đứng đầu chính phủ của nhà nước Séc hoặc các chức vụ cùng tên khác trong lịch sử nhà nước Séc đã từng tồn tại cho tới nay trên lãnh thổ hiện tại của Cộng hòa Séc, bao gồm chủ tịch các tỉnh tự trị trực thuộc Đệ Nhất và Đệ Nhị Cộng hòa Tiệp Khắc như tỉnh tự quản Séc và tỉnh tự quản Movara-Silesia, nhà nước bảo hộ xứ Böhmen và Morava, Cộng hòa Xã hội Chủ nghĩa Séc (nhà nước trực thuộc Cộng hòa Xã hội Chủ nghĩa Tiệp Khắc), cũng như cộng hòa Séc (trực thuộc Cộng hòa Liên bang Tiệp Khắc trước năm 1993; sau là một nhà nước độc lập hoàn toàn từ năm 1993) cho tới nay.
Kí hiệu
- ^†  Mất trong khi đương nhiệm.
- ^‡  Bị ám sát/xử tử trong khi đương nhiệm.
- ^✕  Thất bại trong cuộc bỏ phiếu bất tín nhiệm.

## Chủ tịch các tỉnh tự trị của Đệ nhất và Đệ Nhị Cộng hòa Tiệp Khắc
Vào ngày 1 tháng 12 năm 1928, Đệ nhất Cộng hòa Tiệp Khắc chia đất nước của mình thành 4 tỉnh tự trị gồm: Séc (trước là lãnh thổ Böhmen), Movara-Silesia (trước là lãnh thổ của xứ Morava và phần Silesia thuộc Séc), Slovak và Subcarpathian Rus. Hai vùng lãnh thổ là Séc và Movara-Silesia bao trùm phần lớn lãnh thổ Cộng hòa Séc ngày nay nên được xếp chung vào danh sách này.
Hiệp ước München năm 1938 được ký kết cho phép Đức Quốc Xã lấy vùng Sudetenland có đồng người Đức sinh sống, kéo theo đó là việc để mất một số vùng lãnh thổ vào tay Ba Lan và Hungary. Từ ngày 1 hay 6/7tháng 10 năm 1939 (thời gian Chính phủ vùng lãnh thổ Slovak nắm quyền điều hành tỉnh Slovak trên thực tế), cho đến khi Đức thành lập vùng bảo hộ Böhmen và Morava ngày 15 tháng 3 năm 1939, tức thời gian mà chính phủ của Đệ Nhị Cộng hòa Tiệp Khắc thì các tỉnh này vẫn tiếp tục nằm dưới quyền điều hành của chính phủ Tiệp Khắc. Sau khi vùng bảo hộ được thành lập, các tỉnh này vẫn tiếp tục duy trì trên lý thuyết, tuy nhiên thì chúng không còn là những tỉnh tự trị nữa.
Chức chủ tịch của các tỉnh tự trị của Tiệp Khắc trước năm 1939 chỉ có quyền ban hành luật và quy định theo sự chỉ đạo của chính quyền trung ương

### Chủ tịch tỉnh tự quản Séc
Trụ sở cơ quan hành pháp nằm tại Praha.
| Tên (Sinh – mất)             | Chân dung   | Nhiệm kỳ làm việc   | Nhiệm kỳ làm việc    | Nhiệm kỳ làm việc   |
| Tên (Sinh – mất)             | Chân dung   | Nhận nhiệm sở       | Rời nhiệm sở         | Thời gian tại nhiệm |
| ---------------------------- | ----------- | ------------------- | -------------------- | ------------------- |
| Hugo Kubát (1873 – 1932)     | không khung | 1 tháng 12 năm 1928 | 12 tháng 2 năm 1932† | 3 năm, 73 ngày      |
| Leopold Šrom (? – ?)         |             | 12 tháng 2 năm 1932 | 31 tháng 12 năm 1928 | 323 ngày            |
| Joseph Sobotka (1873 – 1942) |             | 1 tháng 1 năm 1933  | 15 tháng 5 năm 1939  | 6 năm, 165 ngày     |

### Chủ tịch tỉnh tự quản Movara-Silesia
Trụ sở cơ quan hành pháp ở Brno.
| Tên (Sinh – mất)        | Chân dung   | Nhiệm kỳ làm việc   | Nhiệm kỳ làm việc   | Nhiệm kỳ làm việc   |
| Tên (Sinh – mất)        | Chân dung   | Nhận nhiệm sở       |                     | Thời gian tại nhiệm |
| ----------------------- | ----------- | ------------------- | ------------------- | ------------------- |
| Jan Černý (1874 – 1959) | không khung | 1 tháng 12 năm 1928 | 15 tháng 5 năm 1939 | 10 năm, 165 ngày    |

1. 1 2  Quyền lục của chủ tịch tỉnh tự trị tiếp tục được duy trì sau khi người Đức thành lập vùng Bảo hộ Bohem và Movara vào ngày 15 tháng 5 năm 1939.

## Vùng bảo hộ Böhmen và Morava(1939–1945)
Sau khi Đức xâm chiếm và tuyên bố thành lập xứ bảo hộ vào ngày 16 tháng 3 năm 1939, tất cả các đảng phái hoạt động trong khu vực lãnh thổ này đều bị đặt ngoài vòng pháp luật. Chỉ riêng có đảng Cộng tác Dân tộc (tiếng Séc: Národní souručenství) là được người Đức cho phép hoạt động sau khi đảng này tuyên bố thành lập vào ngày 6 tháng 4 năm 1939 trên cơ sở hợp nhất giữa hai chính đảng cũ là Đảng Thống nhất Dân tộc và Đảng Lao động Dân tộc. Chính phủ vùng bảo hộ chính thức sụp đổ sau sự kiện Liên Xô chiếm Praha vào ngày 8 và 9 tháng 8 năm 1945.
| Tên (Sinh – mất)              | Chân dung   | Nhiệm kỳ làm việc   | Nhiệm kỳ làm việc    | Nhiệm kỳ làm việc   | Đảng       | Đảng                    | Nội các  |
| Tên (Sinh – mất)              | Chân dung   | Nhận nhiệm sở       | Rời nhiệm sở         | Thời gian tại nhiệm | Đảng       | Đảng                    | Nội các  |
| ----------------------------- | ----------- | ------------------- | -------------------- | ------------------- | ---------- | ----------------------- | -------- |
| Rudolf Beran (1887 – 1954)    | không khung | 16 tháng 3 năm 1939 | 27 tháng 4 năm 1939  | 1 năm, 42 ngày      |            | Đảng Thống nhất Dân tộc | Beran II |
| Alois Eliáš (1890 – 1942)     | không khung | 27 tháng 4 năm 1939 | 27 tháng 9 năm 1941† | 3 năm, 153 ngày     |            | Quân đội                | Eliáš    |
| Jaroslav Krejčí (1890 – 1942) | không khung | 27 tháng 9 năm 1941 | 19 tháng 1 năm 1945  | 3 năm, 114 ngày     |            | Cộng tác Dân tộc        | Krejčí   |
| Jaroslav Krejčí (1890 – 1942) | không khung | 27 tháng 9 năm 1941 | 19 tháng 1 năm 1945  | 3 năm, 114 ngày     | Không đảng |                         | Krejčí   |
| Richard Bienert (1881 – 1949) | không khung | 19 tháng 1 năm 1945 | 5 tháng 5 năm 1945   | 106 ngày            |            | Không đảng              | Bienert  |

1. ↑  Là chủ tịch chính phủ Tiệp Khắc trong thời gian Hitler thành lập vùng bảo hộ Böhmen và Morava.
2. ↑  Nội các thứ nhất của Beran hoạt động trong thời gian tồn tại của Đệ Nhị Cộng hòa Tiệp Khắc.
3. ↑  Tạm quyền cho đến ngày 19 tháng 1 năm 1942, trong thời gian tướng Alois Elias bị bắt giữ.
4. ↑  Bị bắt bởi những người kháng chiến Tiệp Khắc.

## Cộng hòa Xã hội Chủ nghĩa Séc(1969–1990)
Năm 1968, trong sự kiện được gọi là "Mùa xuân Praha", Alexander Dubček tiến hành một số cải cách nhằm cải tổ nhà nước Xã hội Chủ nghĩa Tiệp Khắc, trong đó có quá trình phân chia nhà nước Tiệp Khắc thống nhất thành hai nhà nước là Cộng hòa Xã hội Chủ nghĩa Séc và Cộng hòa Xã hội Chủ nghĩa Slovak nằm trong một liên bang của nhà nước Xã hội Chủ nghĩa Tiệp Khắc thống nhất. Các chính phủ cũng như mặt trận Dân tộc theo đó cũng được phân chia riêng theo hai nhà nước này. Đối với Cộng hòa Xã hội Chủ nghĩa Séc, Hội đồng Dân tộc Séc được thành lập sau khi Luật Hiến pháp Liên bang  có hiệp lực từ ngày 1 tháng 1 năm 1969 (sau khi phê chuẩn ngày 27 tháng 10 năm 1968). Sau đó, việc tổ chức lại chính phủ được hoàn tất thông qua Đạo luật số 2/1969 với tiêu đề "Về sự thành lâp nội các và các cơ quan trung ương quản lý nhà nước của Cộng hòa Xã hội Chủ nghĩa Séc", quy định thành phần, phạm vi cũng như quyền hạn của nội các. 
| Tên (Sinh – mất)              | Chân dung           | Nhiệm kỳ làm việc    | Nhiệm kỳ làm việc                                                              | Nhiệm kỳ làm việc    | Đảng | Đảng                    | Nội các       | Bầu cử                  |
| Tên (Sinh – mất)              | Chân dung           | Nhận nhiệm sở        | Rời nhiệm sở                                                                   | Thời gian tại nhiệm  | Đảng | Đảng                    | Nội các       | Bầu cử                  |
| ----------------------------- | ------------------- | -------------------- | ------------------------------------------------------------------------------ | -------------------- | ---- | ----------------------- | ------------- | ----------------------- |
| Stanislav Rázl (1920 – 1999)  |                     | 8 tháng 1 năm 1969   | 29 tháng 9 năm 1969                                                            | 264 ngày             |      | Đảng Cộng sản Tiệp Khắc | Rázl          | 1968                    |
| Josef Kempny (1920 – 1996)    |                     | 29 tháng 9 năm 1969  | 28 tháng 1 năm 1970                                                            | 121 ngày             |      | Đảng Cộng sản Tiệp Khắc | Kempny-Korcak | 1968                    |
| Josef Korcak (1920 – 2008)    |                     | 28 tháng 1 năm 1970  | 9 tháng 12 năm 1971                                                            | 17 năm, 51 ngày      |      | Đảng Cộng sản Tiệp Khắc | Kempny-Korcak | 1968                    |
| Josef Korcak (1920 – 2008)    | 9 tháng 12 năm 1971 | 4 tháng 11 năm 1976  | Korcak II                                                                      | 17 năm, 51 ngày      | 1971 | Đảng Cộng sản Tiệp Khắc |               |                         |
| Josef Korcak (1920 – 2008)    | 4 tháng 11 năm 1976 | 18 tháng 6 năm 1981  | Korcak III                                                                     | 17 năm, 51 ngày      | 1976 | Đảng Cộng sản Tiệp Khắc |               |                         |
| Josef Korcak (1920 – 2008)    | 18 tháng 6 năm 1981 | 18 tháng 6 năm 1986  | Korcak IV                                                                      | 17 năm, 51 ngày      | 1981 | Đảng Cộng sản Tiệp Khắc |               |                         |
| Josef Korcak (1920 – 2008)    | 18 tháng 6 năm 1981 | 20 tháng 3 năm 1987  | Korčák-Adamec-Pitra-Pithart KSČ–OF–KDU-ČSL (1989 – 1990) OF–KSČ–KDU-ČSL (1990) | 17 năm, 51 ngày      | 1986 | Đảng Cộng sản Tiệp Khắc |               |                         |
| Ladislav Adamec (1926 – 2007) |                     | 20 tháng 3 năm 1987  | Korčák-Adamec-Pitra-Pithart KSČ–OF–KDU-ČSL (1989 – 1990) OF–KSČ–KDU-ČSL (1990) | 12 tháng 10 năm 1988 | 1986 | 1 năm, 206 ngày         |               | Đảng Cộng sản Tiệp Khắc |
| Frantisek Pitra (1926 – 2007) |                     | 12 tháng 10 năm 1988 | Korčák-Adamec-Pitra-Pithart KSČ–OF–KDU-ČSL (1989 – 1990) OF–KSČ–KDU-ČSL (1990) | 6 tháng 2 năm 1990   | 1986 | 1 năm, 117 ngày         |               | Đảng Cộng sản Tiệp Khắc |
| Petr Pithart (1941 – )        | không khung         | 6 tháng 2 năm 1990   | Korčák-Adamec-Pitra-Pithart KSČ–OF–KDU-ČSL (1989 – 1990) OF–KSČ–KDU-ČSL (1990) | 29 tháng 3 năm 1990  | 1986 | 51 ngày                 |               | Diễn đàn Công dân       |

## Cộng hòa Liên bang Séc và Slovakia(1990–1992)
6 tháng 3 năm 1990 – 31 tháng 12 năm 1992: được gọi là "Cộng hòa Séc" trong Tiệp Khắc
Thủ tướng Cộng hòa Séc (Phần liên bang)
Đảng phái chính trị
      OF
      OH (Tự do-Xã hội)
      ODS (Tự do-bảo thủ)
| Tên (Sinh – mất)       | Chân dung   | Nhiệm kỳ làm việc   | Nhiệm kỳ làm việc   | Nhiệm kỳ làm việc   | Đảng                   | Đảng                  | Nội các                                    | Bầu cử                         |
| Tên (Sinh – mất)       | Chân dung   | Nhận nhiệm sở       | Rời nhiệm sở        | Thời gian tại nhiệm | Đảng                   | Đảng                  | Nội các                                    | Bầu cử                         |
| ---------------------- | ----------- | ------------------- | ------------------- | ------------------- | ---------------------- | --------------------- | ------------------------------------------ | ------------------------------ |
| Petr Pithart (1941 – ) | không khung | 29 tháng 3 năm 1990 | 29 tháng 6 năm 1990 | 2 năm, 95 ngày      |                        | Diễn đàn Công dân     | Korčák-Adamec-Pitra-Pithart OF–KSČ–KDU-ČSL | 1986                           |
| Petr Pithart (1941 – ) | không khung | 29 tháng 6 năm 1990 | 2 tháng 7 năm 1992  | 2 năm, 95 ngày      | Pithart OF–KDU–HSD-SMS | Diễn đàn Công dân     | 1990                                       |                                |
| Petr Pithart (1941 – ) | không khung | 29 tháng 6 năm 1990 | 2 tháng 7 năm 1992  | 2 năm, 95 ngày      |                        | Mặt trận Công dân     | 1990                                       | Pithart OH–ODS–ODA–HSD-SMS–KDU |
| Vaclav Klaus (1941 – ) | không khung | 2 tháng 7 năm 1992  | 1 tháng 1 năm 1993  | 183 ngày            |                        | Đảng Dân chủ Công dân | Klaus I ODS–KDU-ČSL–ODA–KDS                | 1992                           |

## Công hòa Séc (1993 – nay)

### Danh sách
Từ ngày 1 tháng 1 năm 1993 sau khi Tiệp Khắc tan rã
Thủ tướng Cộng hòa Séc
Đảng phái chính trị
      ODS (Tự do-bảo thủ)
      ČSSD (Dân chủ xã hội)
      ANO (Phe Dân tuý)
      Không đảng
| Tên (Sinh – mất)              | Chân dung   | Nhiệm kỳ làm việc    | Nhiệm kỳ làm việc    | Nhiệm kỳ làm việc   | Đảng                        | Đảng                    | Nội các                                              | Bầu cử                                                 |
| Tên (Sinh – mất)              | Chân dung   | Nhận nhiệm sở        | Rời nhiệm sở         | Thời gian tại nhiệm | Đảng                        | Đảng                    | Nội các                                              | Bầu cử                                                 |
| ----------------------------- | ----------- | -------------------- | -------------------- | ------------------- | --------------------------- | ----------------------- | ---------------------------------------------------- | ------------------------------------------------------ |
| Vaclav Klaus (1941 – )        | không khung | 1 tháng 1 năm 1993   | 4 tháng 7 năm 1996   | 5 năm, 1 ngày       |                             | Đảng Dân chủ Công dân   | Klaus I ODS–KDU-ČSL–ODA–KDS                          | 1992                                                   |
| Vaclav Klaus (1941 – )        | không khung | 4 tháng 7 năm 1996   | 2 tháng 1 năm 1998   | 5 năm, 1 ngày       | Klaus II ODS–KDU-ČSL–ODA    | Đảng Dân chủ Công dân   | 1996                                                 |                                                        |
| Josef Tošovský (1950 – )      | không khung | 2 tháng 1 năm 1998   | 22 tháng 7 năm 1998  | 201 ngày            |                             | Không đảng              | 1996                                                 | Tošovský ODS{\displaystyle \rightarrow }US–KDU-ČSL–ODA |
| Miloš Zeman (1944 – )         | không khung | 22 tháng 7 năm 1998  | 15 tháng 7 năm 2002  | 3 năm, 358 ngày     |                             | Đảng Dân chủ Xã hội Séc | Zeman ČSSD                                           | 1998                                                   |
| Vladimír Špidla (1951 – )     | không khung | 15 tháng 7 năm 2002  | 4 tháng 8 năm 2002   | 2 năm, 20 ngày      |                             | Đảng Dân chủ Xã hội Séc | Špidla ČSSD–KDU-ČSL–US-DEU                           | 2002                                                   |
| Stanislav Gross (1969 – 2015) | không khung | 4 tháng 8 năm 2002   | 25 tháng 4 năm 2005  | 264 ngày            |                             | Đảng Dân chủ Xã hội Séc | Gross ČSSD–KDU-ČSL–US-DEU                            | 2002                                                   |
| Jiří Paroubek (1951 – )       | không khung | 25 tháng 4 năm 2005  | 4 tháng 9 năm 2006   | 1 năm, 132 ngày     |                             | Đảng Dân chủ Xã hội Séc | Paroubek ČSSD–KDU-ČSL–US-DEU                         | 2002                                                   |
| Mirek Topolánek (1956 – )     | không khung | 4 tháng 9 năm 2006   | 9 tháng 1 năm 2007   | 2 năm, 246 ngày     |                             | Đảng Dân chủ Công dân   | Topolánek I ODS                                      | 2006                                                   |
| Mirek Topolánek (1956 – )     | không khung | 9 tháng 1 năm 2007   | 8 tháng 5 năm 2009   | 2 năm, 246 ngày     | Topolánek II ODS–KDU-ČSL–SZ | Đảng Dân chủ Công dân   |                                                      | 2006                                                   |
| Jan Fischer (1951 – )         | không khung | 8 tháng 5 năm 2009   | 13 tháng 7 năm 2010  | 1 năm, 66 ngày      |                             | Không đảng              | Fischer Không đảng                                   | 2006                                                   |
| Petr Nečas (1964 – )          | không khung | 13 tháng 7 năm 2010  | 10 tháng 7 năm 2013  | 2 năm, 362 ngày     |                             | Đảng Dân chủ Công dân   | Nečas ODS–TOP 09–VV{\displaystyle \rightarrow }LIDEM | 2010                                                   |
| Jiří Rusnok (1960 – )         | không khung | 10 tháng 7 năm 2013  | 29 tháng 1 năm 2014  | 203 ngày            |                             | Không đảng              | Rusnok ČSSD (sau rút khỏi nôi các) –KDU-ČSL          | 2010                                                   |
| Bohuslav Sobotka (1960 – )    | không khung | 29 tháng 1 năm 2014  | 13 tháng 12 năm 2017 | 3 năm, 318 ngày     |                             | Đảng Dân chủ Xã hội Séc | Sobotka ČSSD – ANO 2011 – KDU-ČSL                    | 2013                                                   |
| Andrej Babiš (1954 – )        | không khung | 13 tháng 12 năm 2017 | 27 tháng 6 năm 2018  | 4 năm, 4 ngày       |                             | ANO 2011                | Babiš I ANO 2011                                     | 2017                                                   |
| Andrej Babiš (1954 – )        | không khung | 27 tháng 6 năm 2018  | 17 tháng 12 năm 2021 | 4 năm, 4 ngày       | Babiš II ANO 2011 – ČSSD    | ANO 2011                |                                                      | 2017                                                   |
| Petr Fiala (1964 – )          | không khung | 17 tháng 12 năm 2021 | Tại nhiệm            | 3 năm, 95 ngày      |                             | Đảng Dân chủ Công dân   | Petr Fiala SPOLU – Pirstan                           | 2021                                                   |

1. ↑  Với thành phần liên minh gồm các đảng ODS, KDU-ČSL và TOP 09.
2. ↑  Là liên minh của 2 đảng STANvà Piráti